# Айб, Джордон
Джо́рдон Э́шли Фе́ми А́йб (англ. Jordon Ashley Femi Ibe; 8 декабря 1995, Лондон) — английский футболист, полузащитник клуба «Эббсфлит Юнайтед».

## Клубная карьера

### «Уиком Уондерерс»
Айб начал свою карьеру в академии клуба «Уиком Уондерерс», а дебютировал в основной команде 9 августа 2011 года в матче розыгрыша Кубка лиги против «Колчестер Юнайтед», выйдя на замену. Примечательно, что на момент матча Джордону было всего лишь 15 лет и 244 дня. 15 октября 2011 года он вышел на замену на 90 минуте в матче против «Хартлпул Юнайтед», таким образом, став самым молодым игроком «Уикома» и Футбольной лиги, выходившим на поле в основном составе. Спустя две недели, 29 октября, в первом же матче, начатом с первых минут, Айб забил гол в ворота «Шеффилд Уэнсдей», став ещё и самым молодым автором гола в истории клуба из Букингемшира. За все время, проведенное в «Уикоме», Джордон забил 1 гол в 11 матчах.

### «Ливерпуль»
12 декабря 2011 года стало известно, что Айб подписал предварительный контракт с «Ливерпулем», а уже 20 декабря было официально объявлено о переходе игрока. 22 июля Джордон дебютировал в составе «красных» в товарищеской игре с «Торонто», после чего был заменен во втором тайме на Джо Коула. 19 мая 2013 года Айб дебютировал за «Ливерпуль» в Премьер-лиге, отличившись голевой передачей на Филиппе Коутиньо в домашнем матче против «Куинз Парк Рейнджерс», который закончился победой для мерсисайдского клуба со счетом 1:0.
8 февраля 2014 года в 25-м туре чемпионата Англии против лондонского «Арсенала», Айб впервые в этом сезоне вышел на поле, заменив на 78 минуте Стивена Джеррарда.
5 ноября 2015 года в поединке 4-го тура Лиги Европы «Ливерпуль» одолел на выезде казанский «Рубин», Айб отметился своим первым голом за «Ливерпуль».

### «Эббсфлит Юнайтед»
14 октября 2023 года, спустя год отсутствия в большом футболе, Айб подписал контракт с клубом Национальной лиги (5 по силе лиге Англии) Эббсфлит Юнайтед . Игрок взял себе 33 номер. 

## Международная карьера
24 октября 2012 года Джордон Айб впервые вышел на поле в составе сборной Англии до 18 лет, дебютировав в матче против одногодок из Италии.